# 野口米次郎

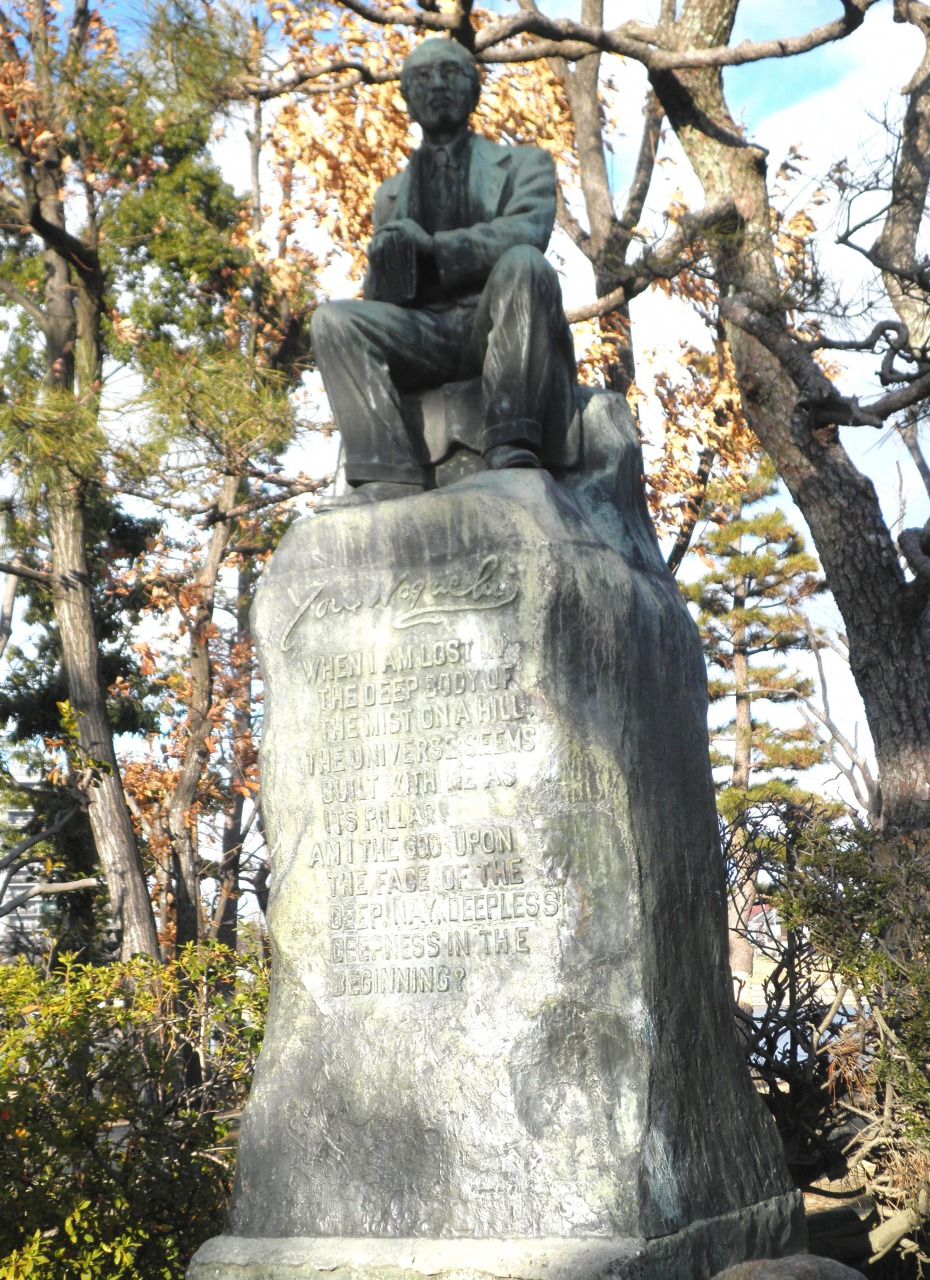
愛知県津島市天王川公園内にあるヨネ・ノグチ像

野口 米次郎（のぐち よねじろう、1875年〈明治8年〉12月8日 - 1947年〈昭和22年〉7月13日）は、明治・大正・昭和前期の英詩人、小説家、評論家、俳句研究者。海外の文芸思潮の紹介に携わり、また海外に日本文化を紹介した。イサム・ノグチの父親。内田魯庵からノーベル文学賞の受賞を待望された。

## 経歴

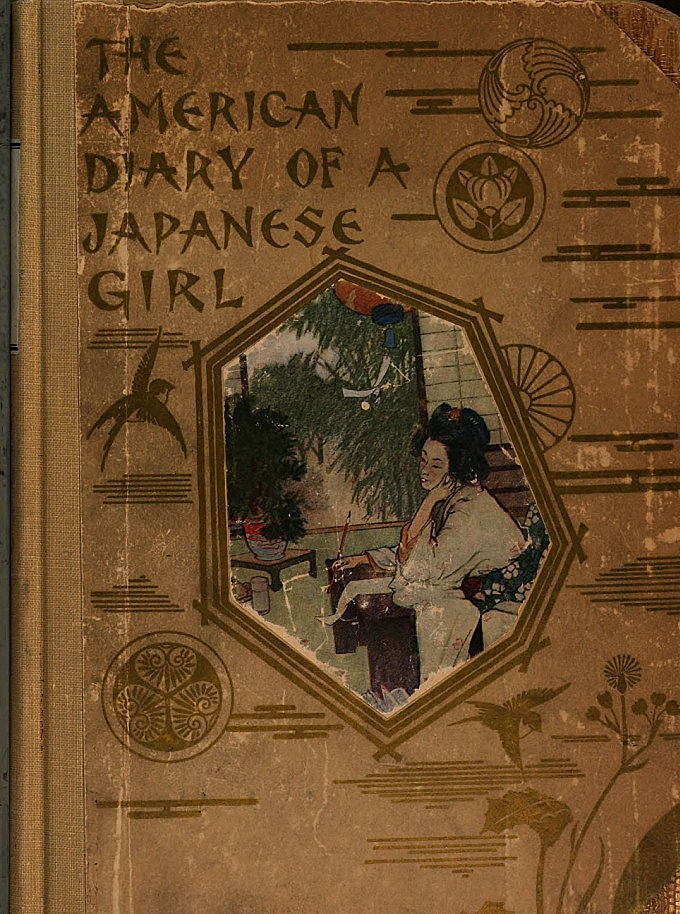
The American Diary of a Japanese Girl（1901年（明治34年）現地出版）

### 生い立ち
愛知県海部郡津島町（現・津島市）生まれ。雑貨店を営む父・傳兵衛、母・久己（くわ）の四男として生まれた。10歳で英語を学び始める。
1888年（明治21年）生家を離れ名古屋で英学を学び、ユニオン第四読本、スマイルズ著『自助論』を学ぶ。1889年（明治22年）愛知県尋常中学校（現・愛知県立旭丘高等学校）に入学し、ザ・セカンド・ナショナル読本を学ぶも、1890年（明治23年）2月退学し、四日市から海路で上京、伯父である鵜飼大俊和尚旧居である芝・増上寺の通元院に寄寓し、のち現在の銀座に当たる京橋にあった長兄野口秀之助の知人である磯長宅に寄寓。ここより私立中学校であった神田駿河台の英語塾成立学舎に通い、マコーリーの『クライヴ卿』を学ぶ。高等学校進学を検討したが数学を嫌って、1891年（明治24年）慶應義塾大学部文学科に入学。ハーバート・スペンサーの『教育論』やトーマス・カーライルの『英雄崇拝論』の講義を聞いたが、通学を好まず。ワシントン・アーヴィングの『スケッチ・ブック』、オリヴァー・ゴールドスミスの詩集『寒村行』及びトマス・グレイの詩集から大きな影響を受け、それらの翻訳も試みた。その他、ヘンリー・ワズワース・ロングフェロー、エドガー・アラン・ポーなどの文学本を読み耽る。また、俳句や禅にも興味を抱き、1892年（明治25年）には芝山内の其角堂永機を訪ねた。1893年（明治26年）に芝の地理学者志賀重昂の家に学僕として寄宿。志賀宅に来客した菅原傳が北米事情を語るのを隣室で聞き、渡米を決意してパスポート下附を申請し、慶應義塾を中退する。

### 渡米

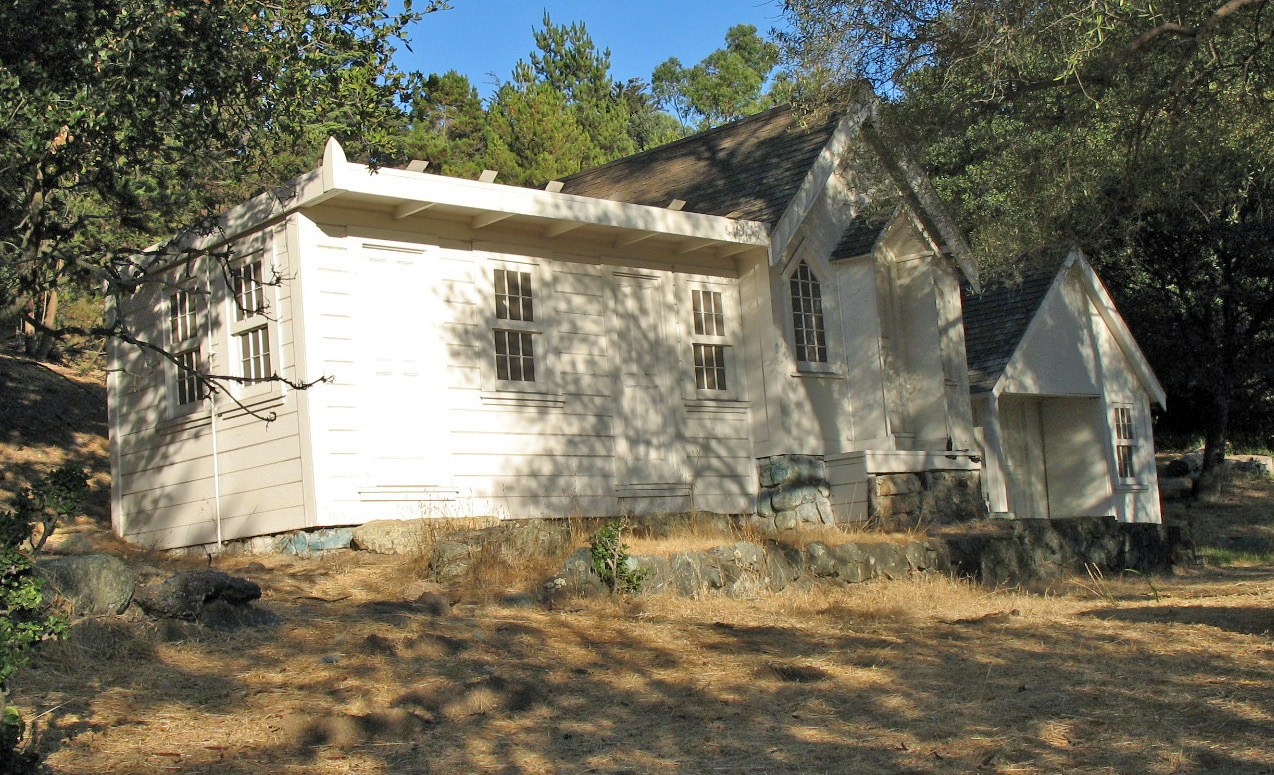
野口が住み込み書生として寄寓した詩人ホアキン・ミラーのオークランドの山荘。歴史的建造物として保存されている。野口はこの時期が最も苦しい時代だったと述べている。野口の国際的成功を受けてその後菅野衣川や木村秀雄など多くの東洋人がミラーの山荘を訪ねた。

1893年11月3日に横浜から汽船ベルジック号で渡米し、11月20日にサンフランシスコに到着した。邦字新聞の配達を行う。1894年（明治27年）、日本の木版画の販売に従事する。徒歩でサンフランシスコからパロアルトに赴き、スタンフォード大学で予備校の学僕をしながら授業を受け、この頃、エドガー・アラン・ポーの詩集に親しむ。1895年（明治28年）サンフランシスコに戻り、現地の『日本字新聞社』で編集及び配達を行う。日清戦争下の当時、日本軍の勝報に興味を持ち、かつアメリカ人が日本事情に無知であることを知る。
渡米の際野口は同郷の志賀重昂から、移民周旋業の菅原伝と画学生牧野義雄宛ての紹介状をもらっており、牧野から、オークランドの山荘に住む詩人・ウォーキン（ホアキン）・ミラー（Joaquin Miller）が住み込みで雑用をしてくれる日本人を探しており、無給だが英文学も学べると聞き、1895年4月から5年近くをミラー宅で過ごす。東洋的神秘思想に傾倒していたミラーは1892年より山奥で労働と瞑想を主とした自然的隠遁生活を送っており、野口も料理や掃除、植林や伐採、果実の収穫など無償で黙々と働き、詩作した。壮大な美しい自然環境に囲まれ、原稿整理を手伝いながら大いに学び、山荘を訪れる詩人エドウィン・マーカムやチャールス・ウァレン・スタダード博士らとも交わる。ウォルト・ホイットマンの詩集を初めて読む。
1896年（明治29年）に最初の自作詩5篇がGelett Burgessの雑誌『ラーク』に掲載され、その編集刊行者であるジレット・バージェスとポーター・ガーネットと親交を結ぶ。12月に同社から英文第一詩集の『Seen & Unseen』が刊行され好評を受ける。1897年（明治30年）にヨセミテ国立公園を訪れ、大瀑布に感動して1週間現地に滞在してから戻り、第二詩集『The Voice of the Valley』を刊行。同年、長澤鼎や新井奥邃が入信していた神秘主義的宗教家トマス・レイク・ハリスの教団を訪ね、新井と語りあかした。
1899年（明治32年）の夏にシカゴに入り、『イブニング・ポスト（現・ニューヨーク・ポスト）』夕刊新聞の寄稿者となる。数ケ月滞在ののち、ニューヨークに出て、アメリカ人の家に寄宿して、作家で教師のレオニー・ギルモア（Leonie Gilmour）と出会い、ボーイとして働く。また、同年サンフランシスコから離れロサンゼルスに旅立つまで、日系アメリカ人1世で挿絵画家の高橋孤泉（Takahashi Kosen）と一時的に交際していた。1901年（明治34年）に『The American Diary of a Japanese Girl（日本少女のアメリカ日記）』を匿名で書く。その続編『The American Letters of a Japanese Parlor-Maid（日本人小間使のアメリカ書翰）』の出版資金でロンドンに渡る。

### 渡英から帰国後
1902年（明治35年）11月20日ロンドンに到着。旧友である画家牧野義雄に再会しブリキストン街の下宿に同宿した。1903年（明治36年）1月には自費により『From the Eastern Sea』をロンドンの出版社から刊行して非常な好評をよび、アーサー・シモンズ、ウィリアム・バトラー・イェイツ、William Michael Rossetti等文壇人の知遇を得る。3月、同詩集の増補拡大版を出す。5月、ボストンに帰る。翌1904年（明治37年）に日露戦争の報道を目的として、ニューヨーク・イブニング・ペーパー『グローブ』社の日本通信員として9月に帰国する。帰朝第一夜は日本橋の次兄高木藤太郎邸で過ごす。11月より三兄野口祐眞僧正の藤沢常光寺に寄寓する。12月に『帰朝の記』を春陽堂より刊行。
1905年（明治38年）4月に慶應義塾の招聘により文学部英文科の主任教授に就任。11月に東京市小石川区久堅町（現・小石川、白山）に借家をして移り住み、英文の散文詩集『The Summer Cloud』を発表。12月、上海旅行。1906年（明治39年）1月下旬上海より帰国。久堅町の家の女中だった武田まつ子と結婚。この年、国際的な詩人の会「あやめ會」を結成。6月1日野口はあやめ會編輯主任の立場で、同会の第一詩集『あやめ草』を如山堂より出版する。11月より1908年（明治41年）にかけて、ほぼ毎週ジャパンタイムズの文芸批評コラム欄を担当する。12月19日あやめ會の第二詩集『豐旗雲』を佐久良書房より出版。しかし、会員間のもめごとが原因であやめ會を解散する。1907年（明治40年）レオニー・ギルモアとのあいだにできた息子であり後に彫刻家となるイサム・ノグチが2月7日サンフランシスコ発アメリカ丸で3月3日横浜に到着。久堅町で野口、レオニー、イサムが同居する。5月東京を離れて、鎌倉円覚寺蔵六庵に入る。英訳「百人一首」を『早稲田文學』5月～8月号に掲載する。初秋、茗荷谷に移転。同年、武田まつ子が長女一二三を出産。1908年、7月茗荷谷から牛込区西五軒町に移転。再度、書斎を円覚寺蔵六庵に持つ。1909年（明治42年）レオニーとイサムは大森に転居、公に別居。1910年（明治43年）まつ子は長男春男を出産。
1913年（大正2年）東京府豊多摩郡中野町に新築転居。8月父死去。10月にオックスフォード大学の招きにより離日、マルセイユ、パリを経てロンドンに12月20日に到着。翌1914年（大正3年）1月29日、オックスフォード大学の講師として松尾芭蕉の俳諧について、英語で講演を行う。講演集『日本詩歌論』をロンドンで出版し、ジョージ・バーナード・ショー、ハーバート・ジョージ・ウェルズ、エドワード・カーペンター等多くの文人と会談。また、開催中であったウィリアム・ブレイクの展覧会を見る。4月にパリで島崎藤村と会い10日間同宿する。その後ロンドンに戻り、ベルリンからモスクワを経てシベリア鉄道で6月に帰国。1919年（大正8年）6月に岩波書店より『六大浮世繪師』を刊行した後、10月14日渡米。スタンフォード大学、カリフォルニア大学バークレー校、シカゴ大学、ユタ大学などアメリカ全土を講演旅行し、さらにカナダのトロント大学なども訪れた。また、ニューヨークにてイェイツに再会する。1920年（大正9年）3月母死去。4月米国より帰国。12月二女四方子死去。

### 日本詩への傾倒
1921年（大正10年）に最初の日本語詩集『二重國籍者の詩』を刊行したのを皮切りに、詩集を次々と発表し、1925年（大正14年）には『芭蕉論』を刊行し、日本の歌や詩、浮世絵についての評論執筆が多くなる。1926年（大正15年）、詩話會の機関誌『日本詩人』5月号が「野口米次郎記念號」として刊行され50歳の誕生を祝賀される。1935年（昭和10年）からはアジア研究にも傾倒し始め、10月にインドの各州立大学での講演旅行のため、10月16日神戸を出帆する。上海では10月21日魯迅と会談。長くインドに滞在し、カルカッタ、ダージリン、タイガーヒル、ブダガヤ、アグラ、ボンベイ、アジャンタと移動。10月29日サンティニケタンのタゴール家泊。10月31日ガンジーと会見。1936年（昭和11年）1月4日詩人Sarojini Naiduと会う。ほかに、ラース・ビハーリー・ボースらと深く交わり、この頃から東アジアにおける日本の立場に対する理解を国際社会に求めた。2月7日コロンボ発、帰国。「ガンジーと語る」を『東方公論』に発表、さらに『印度は語る』を第一書房より刊行。1938年（昭和13年）『文藝春秋』11月号に「三度タゴールに與ふ」を発表。
1943年（昭和18年）5月25日、NHKより高村光太郎、佐藤惣之助、西条八十、尾崎喜八とともに「海と詩と音楽」を放送する。『藝術殿』『詩歌殿』『文藝殿』『想思殿』の一連の刊行業績により、1944年（昭和19年）帝國藝術院より、第二部（文芸）において第2回帝國藝術院賞を授与された。1945年（昭和20年）4月19日夜半の東京大空襲により東中野の自宅が全焼し、防空壕で一夜を明かし、すぐ茨城県結城郡豊岡村（現・常総市）へ疎開。1947年（昭和22年）に胃癌により豊岡で死去。茨城県豊岡で密葬されたのち、東中野の自宅焼跡でテントを張って、告別式が行われた。墓所は、神奈川県藤沢市常光寺。法名は天籟院澄誉杢文無窮居士。

## 家族・親族
野口家
先祖は源氏足利の流れを汲む武士で、家紋は丸に二引である。
- 父・伝兵衛 - 1913年8月21日に没する[21]。
- 母・く己 - 1920年3月18日に没する[21]。
- 長兄・秀之助（尾西鉄道支配人）[22] - 東京に出て苦学力行し、西欧最新の技術を修め、測量建設の技師となり、日本鉄道会社から後には国鉄の技師となる[21]。1942年11月1日に没する[21]。
- 次兄・藤太郎（地家主）[23] - 高木家に懇望されて籍を移す[21]。弁護士の高木益太郎とは義兄弟となる[21]。1945年3月4日に没する[21]。
- 三兄・鶴次郎 - 幼少の頃に仏門に入り、祐真と改名する[21]。1904年、藤沢町の常光寺住職を拝命する[21]。1932年8月21日に没する[21]。
- 妻
  - レオニー・ギルモア（1873年 - 1933年）
  - まつ子[21]
- 息子・イサム・ノグチ（1904年 - 1988年、彫刻家）
- 娘[21]

親戚
- 高木益太郎[21]（弁護士、法律新聞社長、衆議院議員）

## 著書

### 日本語詩・評論
- 『歸朝の記』（1904）[注釈 23]
- 『英米の十三年』（1905）[注釈 24]
- 『邦文 日本少女の米國日記』（1905）
- 『日本詩歌論』（1915）[注釈 25]
- 『歐州文壇印象記』（1916）
- 『六大浮世繪師』（1919, 1932-1933, 1934）[注釈 26]
- 『日本の美術』 (1920)
- 『二重國籍者の詩』（1921）[注釈 27]
- 『二重國籍者の詩 林檎一つ落つ』（1922）[注釈 28]
- 『沈默の血汐』（1922）
- 『野口米次郎詩論』（1922）
- 『敵を愛せ』（1922）
- 『山上に立つ 詩集』（1923）[注釈 29]
- 『最後の舞踏 詩集』（1923）
- 『我が手を見よ』（1923）
- 『霧の倫敦 印象録』（1923, 1926）
- 『野口米次郎英詩選集』（1924）
- 『ヨネ・ノグチ 代表詩』（1924）
- 『先驅者の言葉』（1924）
- 『坐る人間の評論』（1925）
- 『芭蕉論』（1925）
- 『光悦と抱一』（1925）
- 『松の木の日本』（1925）
- 『能樂の鑑賞』（1925）
- 『米國文学論』（1925）
- 『光琳と乾山』（1925）
- 『表象抒情詩集 第一～第四』（1925-1927）
- 『春信と清長』（1926）
- 『寫樂』（1926）
- 『歌麿北齋廣重論』（1926）
- 『蕪村俳句選評』（1926）
- 『芭蕉俳句選評』（1926）
- 『ポオ評傳』（1926）
- 『小泉八雲』（1926）
- 『萬葉論』（1926）
- 『神祕の日本』（1926）
- 『詩の本質』（1926）
- 『人生五十年』（1926）
- 『蕉門俳人論』（1926）
- 『眞日本主義』（1926）
- 『春信清長寫樂論 附・大蘇芳年』（1926）
- 『戀愛の詩人』（1926）[注釈 30]
- 『自然禮讃』（1926）
- 『印度の詩人』（1926）
- 『米次郎随筆』（1926）
- 『米次郎獨語』（1926）
- 『米次郎講演』（1926）
- 『愛蘭情調』（1926）
- 『海外の交友』（1926）
- 『外人の心理』（1926）
- 『畫壇の人人』（1927）
- 『舞臺の人人』（1927）
- 『詩人の郷土』（1927）
- 『書齊の消息』（1927）
- 『藝術の東洋主義』（1927）[注釈 31]
- 『私は現代風景を切る』（1928）[注釈 32]
- 『放たれた西行』（1928）
- 『日本美術讀本』（1928）
- 『人生詩集』（1929）
- 『芭蕉論』（1929）
- 『芭蕉俳句選評』（1929）
- 『浮世繪解説』（1929）
- 『西行全集』（1929）[注釈 33]
- 『夢と文學』（1930）
- 『趣味の支那漫談』（1930）
- 『喜多川歌麿』（1931, 1932）[注釈 34]
- 『日本國民讀本』（1932）
- 『微笑の人生讀本』（1933）
- 『魂の記録讀本』（1933）
- 『近代生活讀本』（1933）
- 『自然禮讃讀本』（1933）
- 『俳人芭蕉』（1933）
- 『印度は語る』（1936）[注釈 35]
- 『人生讀本 春夏秋冬』（1937）[注釈 36]
- 『われ日本人なり エツセイ随筆集』（1938）
- 『強い力弱い力』（1939）
- 『起てよ印度』（1942）
- 『宣戰布告』（1942）[注釈 37]
- 『藝術殿』（1942）[注釈 38]
- 『詩歌殿』（1943）[注釈 39]
- 『傳統について』（1943）[注釈 40]
- 『聖雄ガンジー』（1943）
- 『文藝殿』（1943）[注釈 41]
- 『想思殿』（1943）[注釈 42]
- 『八紘頌一百篇』（1944）
- 『喜多川歌麿』（1946）
- 『正倉院御寶物』（1946）
- 『自敍傳斷章』（1947）
- 『上代の彫刻』（1947）

### 英文作品
- Seen & Unseen, or, Monologues of a Homeless Snail (1897, 1920)
- The Voice of the Valley (1897)[注釈 43]
- The American Diary of a Japanese Girl (1902, 1904, 1912, 2007 )
- From the Eastern Sea (pamphlet) (1903)
- From the Eastern Sea (1903, 1903, 1905, 1910)[注釈 44]
- The American Letters of a Japanese Parlor Maid (1905)[注釈 45]
- Japan of Sword and Love (1905)[注釈 46]
- The Summer Cloud (1906)
- Ten Kiogen in English (1907)
- The Pilgrimage (1909, 1912)
- Kamakura (1910)
- Lafcadio Hearn in Japan (1910, 1911)[注釈 47]
- The Spirit of Japanese Poetry (1914)
- The Story of Yone Noguchi: Told by Himself (1914, 1915)[注釈 48]
- Through the Torii (1914, 1922)[注釈 49]
- The Spirit of Japanese Art (1915)
- Japanese Hokkus (1920)[注釈 50]
- Japan and America (1921)
- Hiroshige (1921)
- Selected Poems of Yone Noguchi (1921)
- Korin (1922)
- Utamaro (1924)
- Selected Poems: The works of Yone Noguchi (1924)
- Hokusai (1925)
- Harunobu (1927)
- Sharaku (1932)
- The Ukiyoye Primitives (1933)
- Hiroshige (1934)
- Hiroshige and Japanese Landscapes (1934)
- The Ganges Calls Me (1938)
- Harunobu (1940)
- Hiroshige (1940)
- Emperor Shomu and the Shosoin (1941).
- Collected English Letters, ed. Ikuko Atsumi (1975).
- Selected English Writings of Yone Noguchi: An East-West Literary Assimilation, ed. Yoshinobu Hakutani, 2 v. (1990–1992).
- Collected English Works of Yone Noguchi: Poems, Novels and Literary Essays, ed. Shunsuke Kamei, 6 v. (2007)
  - 「ヨネ・ノグチ英文著作集」全6冊＋別冊日本語解説、教育出版（2007）

## その他の日本語文献
- エドモン・ド・ゴンクールの『ゴンクウルの歌麿』（第一書房、1929年）を訳・解説している[注釈 51]。
- 作家en:Zona GaleのRomance Island (1906)を舞台をアジアに移して翻案翻訳し、『幻島ロマンス』（改造社、1929年）の題で、世界大衆文学全集の1冊として刊行している。
- 『抒情英詩集』（寶文館、1930年）では、ブレイク、ワーズワースほかの詩人の作品を集成し、英詩と日本訳とを対照[注釈 52]。
- 『ブラウニング詩集』（第一書房、1930年）は、27編の詩文を訳している。
- 『英米文学評傳叢書 第93 ポオ』（研究社、1934年）の著者となっている[注釈 53]。
- 復刻版で 『野口米次郎選集』 （全3巻、クレス出版、1998年）
- 訳書『ヨネ・ノグチ物語　野口米次郎自伝』（伊藤精二訳、文化書房博文社、2015年）がある。
- 『詩人野口米次郎』（シェラード・ヴァインズ著[注釈 54]、第一書房、1925年）[注釈 55]
- 『詩人ヨネ・ノグチ研究』（全3巻、外山卯三郎編著、造形美術協会出版局、1963、1965、1975年）
- 『詩人ヨネ・ノグチの詩』（外山卯三郎編著、造形美術協会出版局、1966年）

## 交遊人物
- ジョージ・メレディス
- William M. Rossetti
- トーマス・ハーディ
- エドウィン・マーカム
- ラビンドラナート・タゴール
- 幸田露伴
- 内田魯庵
- ポール・クローデル
- 高安月郊
- 牧野義雄
- エドワード・ゴードン・クレイグ
- 島崎藤村
- 岩野泡鳴
- 与謝野鉄幹
- 与謝野晶子
- 森田恒友
- 朝倉文夫
- 石川啄木
- 萩原朔太郎
- 長谷川巳之吉 - 第一書房を創業
- 島田謹二

## 演じた俳優

### 映画
- 中村獅童（『レオニー (映画)』）